# Phú Sơn, Ba Vì
Phú Sơn là một xã thuộc huyện Ba Vì, thành phố Hà Nội, Việt Nam.
Xã Phú Sơn có diện tích 13,72 km², dân số năm 1999 là 7306 người, mật độ dân số đạt 533 người/km².
Xã Phú Sơn chia thành: Thôn Yên Kỳ, thôn Quy Mông, thôn Phú Mỹ, thôn Nhông - Nương Tụ, thôn Thượng Tả, thôn Phú Hữu, thôn Cao Lĩnh.